# Kanton Ribécourt-Dreslincourt
Kanton Ribécourt-Dreslincourt (fr. Canton de Ribécourt-Dreslincourt) byl francouzský kanton v departementu Oise v regionu Pikardie. Skládal se ze 17 obcí. Zrušen byl po reformě kantonů 2014.

## Obce kantonu
- Bailly
- Cambronne-lès-Ribécourt
- Carlepont
- Chevincourt
- Chiry-Ourscamp
- Longueil-Annel
- Machemont
- Marest-sur-Matz
- Mélicocq
- Montmacq
- Pimprez
- Le Plessis-Brion
- Ribécourt-Dreslincourt
- Saint-Léger-aux-Bois
- Thourotte
- Tracy-le-Val
- Vandélicourt